# Finns här ett ångerfullt hjärta
Finns här ett ångerfullt hjärta är en sång med text från 1894 av Fanny Crosby under pseudonymen Annie L. James och musik skriven 1894 av William Howard Doane. Texten översattes till svenska 1918.

## Publicerad i
- Frälsningsarméns sångbok 1968 som nr 26 under rubriken "Frälsning".
- Segertoner 1988 som nr 487 under rubriken "Att leva av tro - Kallelse - inbjudan".[1]
- Frälsningsarméns sångbok 1990 som nr 338 under rubriken "Frälsning".
- Sångboken 1998 som nr 26.